# Este van már, késő este
Az Este van már, késő este egy népies dal. Szerzője ismeretlen. Mátray Gábor: Magyar népdalok című művének II. füzetében jelent meg először 1858-ban Barna kislány, ne kacsintgass szöveggel. Később az iskolai énektanítás egyik kedvelt dala lett; többféle szöveggel énekelték.
Feldolgozás:
| Szerző          | Mire                         | Mű                                   |
| --------------- | ---------------------------- | ------------------------------------ |
| Szőnyi Erzsébet | egynemű kar                  | 33 könnyű kórus népdalokra, 4. kotta |
| Ludvig József   | ének, zongora, gitárakkordok | A csitári hegyek alatt, 24. oldal    |

## Kotta és dallam
| Este van már, késő este, pásztortüzek égnek messze. Messze, messze, más határon, az alföldi rónaságon. | A faluba' minden csendes, Még az éj-madár sem repdes. Nyugodalom lakik benne, Mintha temetőbe' lenne. |

Az 1930-as évek elején a Felvidéken az alábbi szöveggel énekelték:
| Este van már, késő este, Major elvtárs nagyon messze. Messze, messze, a fogházban, három évre van bezárva. | Lesz még Major elvtárs szabad, megnyílnak a börtönfalak. Börtönfalak bezárulnak, s jaj lesz majd a burzsujoknak! |

Major Istvánt, a Csehszlovákia Kommunista Pártja tagját, nemzetgyűlési képviselőt 1931-ben 21 hónapra ítélték.